# Cohors II Pannoniorum
Die Cohors II Pannoniorum (deutsch 2. Kohorte der Pannonier) war eine römische Auxiliareinheit. Sie ist durch Militärdiplome und Inschriften belegt.

## Namensbestandteile
- Pannoniorum: der Pannonier. Die Soldaten der Kohorte wurden bei Aufstellung der Einheit aus den verschiedenen Stämmen der Pannonier auf dem Gebiet der römischen Provinz Pannonia rekrutiert.

Da es keine Hinweise auf die Namenszusätze milliaria (1000 Mann) und equitata (teilberitten) gibt, ist davon auszugehen, dass es sich um eine Cohors quingenaria peditata, eine reine Infanterie-Kohorte, handelt. Die Sollstärke der Einheit lag bei 480 Mann, bestehend aus 6 Centurien mit jeweils 80 Mann.

## Geschichte
Die Kohorte war in den Provinzen Moesia superior und Britannia stationiert. Sie ist auf Militärdiplomen für die Jahre 103/105 bis 124 n. Chr. aufgeführt.
Der einzige Nachweis der Einheit in der Provinz Moesia superior beruht auf einem Diplom, das auf 103/105 datiert ist. In dem Diplom wird die Kohorte als Teil der Truppen (siehe Römische Streitkräfte in Moesia) aufgeführt, die in der Provinz stationiert waren.
Zu einem unbestimmten Zeitpunkt wurde die Kohorte nach Britannia verlegt. Der erste Nachweis der Einheit in der Provinz Britannia beruht auf einem Diplom, das auf 105 datiert ist. In dem Diplom wird die Kohorte als Teil der Truppen (siehe Römische Streitkräfte in Britannia) aufgeführt, die in der Provinz stationiert waren. Ein weiteres Diplom, das auf 124 datiert ist, belegt die Einheit in derselben Provinz.

## Standorte
Standorte der Kohorte in der Provinz Britannia waren möglicherweise:
- Kastell Bibra: eine Inschrift[5] wurde hier gefunden.

Ein Bleisiegel mit dem Stempel CO II P  wurde in Vindolanda gefunden.

## Angehörige der Kohorte
Folgende Angehörige der Kohorte sind bekannt:

### Kommandeure
- []lia, ein Präfekt (RIB 880)
- C(aius) Oclatius Modestus, ein Präfekt (CIL 9, 1619). Er war auch Präfekt der Cohors III Ituraeorum.